# Espionnage à Capetown
Pour plus de détails, voir Fiche technique et Distribution.
Espionnage à Capetown (Upperseven, l'uomo da uccidere) est un film d'espionnage ouest-germano-italien réalisé par Alberto De Martino et sorti en 1966.

## Synopsis
L'agent secret britannique Paul Finney, alias « Upperseven », doit mettre fin à un trafic de diamants et d'or organisé par le criminel international Kobras pour financer un projet de construction d'une base de missiles en Afrique pour le compte d'une puissance chinoise secrète.

## Fiche technique
- Titre original italien : Upperseven, l'uomo da uccidere[1],[2],[3],[4]
- Titre allemand : Der Mann mit den tausend Masken [5]
- Titre français : Espionnage à Capetown[6]
- Réalisateur : Alberto De Martino
- Scénario : Alberto De Martino
- Photographie : Mario Fioretti (it)
- Montage : Elisabeth Kleinert-Neumann
- Musique : Bruno Nicolai
- Décors : Francesco Cuppini
- Maquillage : Gaspare Carboni
- Production : Emo Bistolfi, Luggi Waldleitner
- Société de production : European Inc., Roxy Film
- Pays de production :  Italie -  Allemagne de l'Ouest
- Langue originale : italien
- Format : Couleurs par Technicolor - 2,35:1 - Son mono - 35 mm
- Durée : 91 minutes
- Genre : Film d'aventures romantique
- Dates de sortie :
  - Italie : 24 février 1966
  - Allemagne de l'Ouest : 22 avril 1966
  - France : 26 octobre 1966
- Affiche : Giuliano Nistri (Italie)

## Distribution
- Paul Hubschmid : Paul Finney, l'Upperseven
- Karin Dor : Helen Farheit
- Vivi Bach : Birgit
- Nando Gazzolo : Kobras
- Rosalba Neri : Pauline
- Guido Lollobrigida : Santos
- Tom Felleghy : Gibbons
- Tullio Altamura (en) : directeur de banque
- Bruno Smith : Richard
- Mario Maffei : Duc Robin
- Evi Rigano :